# ریکاردو هیگا
ریکاردو هیگا (ژاپنی: 比嘉 リカルド؛ زادهٔ ۴ مهٔ ۱۹۷۳) یک بازیکن فوتبال اهل ژاپن است.
از باشگاه‌هایی که در آن بازی کرده‌است می‌توان به باشگاه فوتبال آلبیرکس نیگاتا اشاره کرد.